# Luciano Fineschi
Luciano Fineschi (Torino, 26 marzo 1925 – Contursi Terme, 18 gennaio 2006) è stato un musicista, compositore, arrangiatore e direttore d'orchestra italiano.

## Biografia
Fineschi era figlio d'arte: la madre era un'artista nel circo rumeno, il padre Enrico fu un pioniere dell'avanspettacolo al fianco di Wanda Osiris. Fu avvicinato alla musica dallo zio, l'attore Carlo Campanini, che gli regalò un pianoforte, inizialmente acquistato per il figlio, in realtà poco interessato alla musica.
Appassionato della musica nera di matrice afroamericana, come il blues di St. Louis e quello suonato nell'intero delta del Mississippi, è stato il fondatore della Roman New Orleans Jazz Band, la cui attività è stata raccontata nel film di Valerio Zurlini del 1951 Il blues della domenica sera. Della Band facevano parte Giovanni Borghi, Marcello Riccio, Ivan Vandor, Giorgio Zinzi, Bruno Perris, Pino Liberati e Peppino d'Intino. Ha suonato al fianco di artisti di notorietà internazionale, fra cui Louis Armstrong e Duke Ellington. Proprio con Armstrong instaurò un profondo rapporto d'amicizia: fu lui a tenere a battesimo la Roman New Orleans Jazz Band nel 1949 e successivamente fu anche padrino della figlia di Luciano, chiamata Bessie in onore della cantante blues Bessie Smith.
Musicista polistrumentista e arrangiatore autodidatta, suonava il pianoforte, il trombone, che acquistò proprio nel 1949 in occasione del suo primo incontro con Armstrong, ed il vibrafono). Guidò dagli anni cinquanta agli ottanta diversi gruppi jazz e alcune big band, fra cui l'Orchestra Time. Diresse anche l'Orchestra della RAI.
Partecipò a diverse trasmissioni televisive: con Pippo Baudo in Settevoci, per la quale compose la musica del brano Donna Rosa cantato da Nino Ferrer, e con il mago Silvan in ambedue le edizioni (1973 e 1974) del varietà Sim Salabim in onda dagli studi RAI di Torino.
Sposato con Carla Cavicchini, da cui ha avuto le figlie Nancy e Bessie ed il figlio Enrico.
Negli anni ottanta ha portato in teatro un proprio spettacolo intitolato Ma cos'è questo Jazz.
Fineschi è stato anche autore di musiche per il cinema, firmando diverse colonne sonore, fra cui Le sette vipere (Il marito latino) del 1964 con regia di Renato Polselli, W le donne del 1970, di Aldo Grimaldi e Venga a fare il soldato da noi del 1971, diretto da Ettore Maria Fizzarotti.
Ritiratosi dalle scene, ha trascorso gli ultimi sette anni di vita nel piccolo centro campano di Contursi Terme, dove è morto nel gennaio del 2006.
Continuano oggi l'eredità artistica di famiglia il figlio Enrico Fineschi (n. 1959), noto trombettista jazz, e i nipoti Simone Saccoccio (n. 1975), clarinettista, e Antonio Saccoccio (n. 1974), compositore di musica elettronica, studioso delle avanguardie e fondatore del Net.Futurismo.

## Musiche e partecipazioni nel cinema
Nella sua carriera Fineschi ha scritto diverse composizioni per il cinema, apparendo anche in alcuni film:
- La guerra dei topless - Donne e diavoli (1964)
- Le sette vipere (Il marito latino) (1964)
- Il suo nome è Donna Rosa (1969)
- W le donne (1970)
- Mezzanotte d'amore (1970)
- Venga a fare il soldato da noi (1971)
- Eutanasia di un amore (1978)

## Discografia

### 33 giri
- 1962: Motivi di successo 1962 (Orpheus, IPK 708)
- 1964: Folklorato di musica n° 3 (Arlecchino, D 50)

### 45 giri
- 1959: Ciao ti dirò/'o mafiuso (Stereo, AS 60.003)
- 1960: Drake (parte 1)/Drake (parte 2) (Stereo, AS 60.014)
- 1961: Il funerale di New Orleans 1ª parte/Il funerale di New Orleans 2ª parte (Tiger, NP-TG 011)
- 1961: Paperino/Mama Ines (Tiger, NP-TG 012)
- 1961: Rabbia/Cry Cry Cry (Tiger, NP-TG 013)
- 14 dicembre 1962: Hully gully n° 3/Madison, madison, madison (Night Club Records, PL-1002)
- 1967: La quadriglia/Plucky (Ariston Records, AR/0230)
- 1969: Baby stop/Ma cos'è questa crisi (Carosello, CI 20234)